# Francesc Bordons
Francesc Bordons (Solsona, 1571 – ca 1627) va ser orguener, actiu entre 1601 i 1627.

## Biografia
Era fill d'un orguener francès establert a Catalunya, i germà del també constructor d'orgues Josep Bordons. Francesc va construir i/o reparar, algun cop amb el seu germà orguener Josep, els orgues de Sant Esteve d'Olot (1601), l'església dels Sants Just i Pastor (Barcelona) (1602), el Col·legi del Corpus Christi de València (2 orgues nous el 1604), les esglésies parroquials de Tàrrega (1604-1606, un orgue nou) i Verdú (1604-1607 orgue nou, 1617 ampliació), Santa Maria del Mar (1610 afinació, 1616 restauració), potser el del convent de Santa Caterina de Barcelona (1614, en un document coetani es diu que li demanaran a Bordons que els faci un orgue nou), els de les catedrals de Solsona (1606, reparació), Barcelona (1616, reparació), i Manresa (1617-1619), a esglésies de Montblanc (1607, Santa Maria de Montblanc?), Cardona (1620, col·legiata de Sant Vicenç?), Santa Maria de Vilafranca (1625, rehabilitació) i Perpinyà (1624), al monestir de Montserrat (una intervenció) i a Santa Eulàlia d'Esparreguera (1627, orgue acabat pel seu fill).
El seu fill Francesc-Lluís Bordons i Gatuelles (ca 1610 – Terrassa, 1650) va ser també orguener. També s'esmenta un Celdoni Bordons (Solsona, 1637) a qui se l'hauria encomanat l'orgue del monestir de Santa Clara de Puigcerdà.